# 861
861(팔백육십일)는 860보다 크고 862보다 작은 자연수다.

## 수학
- 합성수로, 그 약수는 1, 3, 7, 21, 41, 123, 287, 861이다. 진약수의 합은 483이므로, 861은 부족수다.
- 41번째 삼각수다. 앞의 삼각수는 820, 다음은 903이다.
- {\displaystyle 83^{2}-1}은 861로 나누어떨어진다.

## 과학
- NGC 861(영어판): 삼각형자리 방향에 있는 나선은하.
- 861 아이다(영어판): 소행성.

## 교통
- 아우토반 861호선(영어판, 독일어판): 독일의 고속도로.
- 861번 지방도: 대한민국의 지방도.

## 군사
- 861 해군 항공대(영어판): 과거 존재한 영국의 해군 항공대.
- 861 미사일 연대(영어판)
- U-861(영어판, 독일어판): 제2차 세계 대전에 사용된 나치 독일의 군용 잠수함.

## 문화유산
- 대한민국의 보물 제861호: 불랑기자포

## 기타
- 연도: 861년, 기원전 861년